# Attica, Ohio
Attica là một làng thuộc quận Seneca, tiểu bang Ohio, Hoa Kỳ. Năm 2010, dân số của làng này là 899 người.

## Dân số
- Dân số năm 2000: 955 người.
- Dân số năm 2010: 899 người.